# Советская психологическая наука в 1920—1930 годах

## Процессы
Период 1920—1930-х годов ознаменовался становлением советской психологии на основе философии марксизма. В этот период закладываются две основные взаимосвязанные темы в истории советской психологии, которые будут определять её развитие на протяжении последующих десятилетий. Это, во-первых, поиск конкретно-эмпирического наполнения марксистской психологии. Во-вторых, это тема поиска самостоятельного, отличного от физиологического, социологического, литературоведческого, антропологического, медицинского и проч. исследования. И в то же время, психология в этот период развивается в тесном взаимодействии и диалоге с разнообразными смежными областями «человековедения» и представлена разнообразными пограничными школами и исследовательскими традициями.
Годом признания советской психологии следует считать 1929, когда первая представительная группа советских ученых была заявлена для участия в IX международном психологическом конгрессе. И в то же время, параллельно с процессами интеграции советской науки в международную науку и становления оригинальных научных школ, проходят и противоположные процессы ограничения академической свободы и введения цензуры и государственного контроля над научными исследованиями. Так, 1930-е гг. ознаменованы рядом инспирированных органами государственного контроля дискуссий в психоневрологических науках, таких как «реактологическая» и «рефлексологическая» дискуссии, в ходе которых обсуждаемые научные направления были неизменно осуждены и преданы анафеме, а их представители и последователи должны были опубликовать публичные покаяния в признании ошибочности своих взглядов.
После постановления ЦК ВКП(б) «о педологических извращениях» 1936 года такие области прикладных исследований как педология и психотехника были практически закрыты и запрещены, и были поглощены психологией. Годы Большого террора (1937-38), во время которых развитие науки было несколько заторможено, а целый ряд выдающихся отечественных ученых и их покровителей был сослан, заключен или физически уничтожен, внесли сумятицу в сложившиеся отношения в структуре власти и науки. Тем не менее, к 1939 году все наиболее существенные связи между психологической наукой и властью были восстановлены. Серия докторских диссертаций, публикаций психологических монографий и учебников, избрание Узнадзе академиком Академии наук Грузинской ССР, учреждение сектора психологии (1941), а впоследствии и Института психологии АН Грузии (с 21 августа 1943), награждение С. Л. Рубинштейна Сталинской премией (1942) и избрание членом-корреспондентом АН СССР, основание Академии педагогических наук РСФСР (АПН РСФСР) (Постановление СНК СССР от 6 октября 1943 г. «Об организации Академии педагогических наук РСФСР»; постановлением СНК РСФСР от 11 марта 1944 г. был утвержден первый состав действительных членов — 13 человек и членов-корреспондентов — 13 человек), а также введение психологии в школьную программу (1945) завершают этот период развития отечественной психологии как самостоятельной дисциплины.

## Дисциплины
Таким образом, в Советском Союзе развитие психологии как самостоятельной науки в этот период проходит на стыке таких дисциплин как психология личности (Лазурский, Басов), физиология высшей нервной деятельности (Павлов), рефлексология (Бехтерев), реактология (Корнилов), психоанализ (Ермаков, О. Шмидт и В. Шмидт, С. Шпильрейн, Лурия), педология (Басов, Залкинд, Моложавый, Блонский, Выготский), психотехника (И. Шпильрейн, Геллерштейн, Н. Бернштейн), психогигиена (Розенштейн, Рохлин, М. Лебединский), психотерапия (Платонов, Протопопов), дефектология (Кащенко, В. П., Соколянский, Данюшевский, Выготский, Рау, Занков, Соловьев), языкознание и литературоведение (Марр, ученые круга Бахтина, Московского лингвистического кружка, ОПОЯЗ'а), теория театра и кинематографии (Эйзенштейн, Мейерхольд, Курбас), зоопсихология (Вагнер, Северцов, Боровский, Войтонис, Ладыгина-Котс), и т. д.

## Научные общества
- Всероссийское общество психотехники и прикладной психофизиологии (учреждено в ноябре 1927 г., председатель И. Н. Шпильрейн)
- Общество экспериментальной психологии (председатель А. П. Нечаев)
- Психологическое общество (И. А. Ильин)
- Русское психоаналитическое общество (И. Д. Ермаков)
- Московское тестологическое объединение (учреждено в мае 1927 г., председатель П. П. Блонский)
- Центральная междуведомственная педологическая комиссия

## Научные съезды
дореволюционный период
1887
- 5-11 января — Первый съезд отечественных психиатров, Москва

1905
- 4-11 сентября — Второй съезд отечественных психиатров, Киев

1906
- 31 мая-4 июня — Первый Всероссийский съезд по педагогической психологии, СПб.

1909
- 1-5 июня — Второй Всероссийский съезд по педагогической психологии, С.-Петербург
- 27 декабря-5 января (1910 года) — Третий съезд отечественных психиатров
- 28 декабря-6 января (1910 года) — Первый Всероссийский съезд по борьбе с пьянством СПб.

1910
- 26-31 декабря — Первый Всероссийский съезд по экспериментальной педагогике, СПб.

1911
- 4-11 сентября — Первый съезд Русского союза психиатров и невропатологов, Москва

1913
- Второй Всероссийский съезд по экспериментальной педагогике, Петроград
- 22 декабря-3 января (1914 г.) — Первый Всероссийский съезд по вопросам народного образования, Петроград

1916
- 2-7 января — Третий Всероссийский съезд по экспериментальной педагогике, Петроград

после 1917 года
1919
- август — I Всероссийское совещание по вопросам психиатрии и неврологии, Петроград

1920
- 24 июня-2 июля — I Всероссийский съезд деятелей по борьбе с детской дефективностью, беспризорностью и преступностью

1921
- 20-27 января — Первая Всероссийская инициативная конференция по научной организации труда и производства (см. Труды конференции)

1923
- 10-15 января — I-й Всероссийский съезд по психоневрологии, Москва; секции съезда: неврологическая, психиатрическая, физиологии нервной системы, психологическая, педологическая, психофизиологии труда и криминальной психологии
- VII Международный психологический конгресс (The 7th International Congress of Psychology), Oxford, Оксфорд, Великобритания
- ноябрь — II Всероссийское совещание по вопросам психиатрии и неврологии, Москва

1924
- 3-10 января — II-й Всероссийский съезд по педологии, экспериментальной педагогике и психоневрологии («II-й Всероссийский съезд по психоневрологии»), Петроград; впервые работали секция нормальной и патологической рефлексологии (заведующий секцией В. М. Бехтерев), а также секция гипноза, внушения и психотерапии (заведующий секцией А. В. Гервер)
- 10-16 марта — Вторая Всесоюзная конференция по НОТ (научной организации труда)
- 16-17 марта — 1-я московская конференция по борьбе с беспризорностью
- 26 ноября-1 декабря — Второй Всероссийский Съезд социально-правовой охраны детей и подростков и детских домов

1925
- 11-19 января — I-й Всероссийский учительский съезд
- 20-24 июля — Международная конференция по обучению глухих (International conference on the education of the deaf), Лондон, Великобритания (представитель от Советского Союза — Л. С. Выготский)
- октябрь — Третье Всероссийское совещание по вопросам психиатрии и невропатологии, Москва (первое Всесоюзное совещание, в котором участвовали представители Украины, Белоруссии, Закавказья, Таджикистана)

1926
- 6-11 сентября — VIII Международный психологический конгресс (The 8th International Congress of Psychology), University of Groningen, Гронинген, Нидерланды

1927
- апрель — Всесоюзная педологическая конференция (педологическое совещание)
- июнь — 1-я Всесоюзная конференция по психофизиологии и профподбору, Москва
- 10-14 октября — IV Международная психотехническая конференция, Париж
- 18-23 декабря — Первый Всесоюзный съезд невропатологов и психиатров, Москва
- 28 декабря — 4 января 1928 г. — Всесоюзный педологический съезд

1928
- V Международная психотехническая конференция, Утрехт

1929
- 19-23 августа — XIII Международный физиологический конгресс, Harvard, Бостон, США
- 1-7 сентября — IX Международный психологический конгресс в Йельском университете (впервые в работе психологического конгресса участвует представительная делегация от Советского Союза)

1930
- 25 января — 1 февраля — Первый Всесоюзный съезд по изучению поведения человека («поведенческий съезд»), Ленинград
- 23-27 апреля — VI Международная психотехническая конференция, Барселона
- 5-10 мая — Первый международный конгресс по психогигиене, Вашингтон
- май — III Всероссийский съезд по охране детства
- 10-16 августа — Первый Всероссийский съезд по политехническому образованию, Москва

1931
- 20-25 мая — Первый Всесоюзный съезд по психотехнике и психофизиологии труда, Ленинград (Тезисы докладов 20-21 мая, 1931; Тезисы докладов на заседаниях 22, 23, 24, 25 мая : материалы к Первому съезду Всесоюзного о-ва психотехники и прикладной психофизиологии, май-1931 г., Ленинград, издание Оргбюро с’езда 1931)
- 31 августа-4 сентября — I международный неврологический конгресс, Берн, Швейцария
- 8-13 сентября — VII Международная психотехническая конференция (VII International Congress of Applied Psychology (or Psychotechnics)), Москва

1932
- X Международный психологический конгресс, Гронинген
- XIV международный физиологический конгресс, Рим

1934
- 18-24 июня — Первый Всеукраинский съезд невропатологов и психиатров, Харьков (тезисы докладов съезда, pdf)
- VIII Международная психотехническая конференция, Прага (последняя предвоенная Международная психотехническая конференция)

1935
- 29 июля-2 августа — II международный неврологический конгресс, Лондон, Великобритания
- 8-18 августа — XV международный физиологический конгресс, Ленинград-Москва

1936
- XI Международный психологический конгресс, Мадрид — конгресс не состоялся по причине гражданской войны в стране, перенесен в Париж и проведен там в 1937 г.
- декабрь — Первое Всесоюзное совещание по вопросам судебной психиатрии, Москва
- 25-29 декабря — Второй Всесоюзный съезд невропатологов и психиатров, Москва

1937
- апрель — Первая Всероссийская конференция по педагогическим наукам, ВКИП, Москва
- август — XI Международный психологический конгресс, Париж (последний предвоенный международный психологический конгресс)
- август — I конгресс по детской психиатрии, Париж
- декабрь — XV международный офтальмологический конгресс, Каир, Египет (представитель от Советского Союза — С. В. Кравков)

1938
- 7-9 декабря — первая научная конференция Харьковского педагогического института

См. также
- Съезды педагогические
- Съезды, основные общенациональные конференции и совещания психиатров России

## Институты и организации
В этот период открывается и функционирует целый ряд научно-исследовательских, образовательных и медицинских организаций, в которых проводились прикладные психологические исследования, зачастую в организационных рамках педологии и психотехники:

### в Москве
В 1922 г. в Москве работали следующие педологические вузы: Психологический институт при 1-м МГУ (руководитель — Г. И. Челпанов) [(основан Г. И. Челпановым в Москве в 1912, открыт в 1914)], Центральный педологический институт (Н. А. Рыбников), Государственный московский психоневрологический институт (А. П. Нечаев), Государственный медико-педологический институт Наркомздрава (М. О. Гуревич), Лаборатория экспериментальной психологии и детской психоневрологии при Неврологическом институте 1-го МГУ (Г. И. Россолимо), Медико-педагогическая клиника (В. П. Кащенко), Центральная психологическая лаборатория вспомогательных школ (П. П. Соколов), Опытная психологическая лаборатория при Академии Генштаба (Т. Е. Сегалов), Центральный институт труда ВЦСПС (А. П. Гастев), Лаборатория промышленной психотехники Наркомтруда (И. Н. Шпильрейн), Центральный гуманитарно-педагогический институт (В. Н. Шульгин), Музей дошкольного воспитания (Е. А. Аркин) и даже Институт социальной психологии (Р. Ю. Виппер). Педологией занимаются два наркомата — просвещения и здравоохранения. Свою педологическую службу разворачивает Наркомпуть, а потом и промышленные наркоматы. Психотехникой занимается Наркомтруд и ВЦСПС.— Эткинд А. М. Общественная атмосфера и индивидуальный путь ученого: опыт прикладной психологии 20-х годов
 Другие наиболее значимые научные организации этого времени:
- Академия коммунистического воспитания (АКВ) (основана в 1919 г. в Москве, в 1934 г. реорганизована и переведена в Ленинград, где в 1944 г. вошла в состав местного педагогического института,
- Второй Московский государственный университет (2-й МГУ)
  - Исследовательский институт научной педагогики при 2-м МГУ (с 1926 по 1931)
- Педагогический институт детской дефективности
- Экспериментальный дефектологический институт (ЭДИ) (основан в Москве в 1929 г.; с 1934 по 1943 — Научно-практический институт специальных школ и детских домов Наркомпроса РСФСР)
  - Музей педологии и педагогики исключительного детства
- Всесоюзный институт экспериментальной медицины (ВИЭМ) (отделы медицинской и генетической психологии учреждены в Москве в 1934 г.)
- Московский НИИ психиатрии
- Государственная академия художественных наук (ГАХН)

### в Ленинграде
- Психоневрологический институт (основан В. М. Бехтеревым в Санкт-Петербурге в 1907 г.)
- Ленинградский институт педологии и дефектологии (1921—1925)
- Ленинградский педагогический институт им. Герцена
  - ленинградский Государственный институт научной педагогики (в 1924—1939)

### в Украинской ССР

#### Харьков
- Харьковский институт труда (ХИТ, ВИТ) (действовал в 1921 - 1930 гг.)
- Украинская психоневрологическая академия (УПНА) (основана в 1932 г. в Харькове на основе ряда исследовательских и медицинских учреждений, работавших там с 1921 г.; в 1936-7 реорганизована в Украинский психоневрологический институт),
- Харьковский педагогический институт (ХГПИ/ХДПI) (кафедра психологии основана в 1933 г.)
- Харьковский педагогический институт иностранных языков (ХГПИИЯ/ХДПIIM) (кафедра психологии под руководством П. И. Зинченко)
- Украинский научно-исследовательский институт педагогики (УНДІП), Харьков (1926—1934), Киев (с 1934)
- Харьковский научно-исследовательский институт педагогики (ХНДІП), Харьков
- Украинский институт экспериментальной медицины (основан в 1933, просуществовал предположительно до 1941)

#### Одесса
- Новороссийский университет, Одесса (Н. Н. Ланге, Д. Г. Элькин, непродолжительно — С. Л. Рубинштейн)

#### Киев
- Педагогический институт
- Украинский научно-исследовательский институт педагогики (УНДІП), Харьков (1926—1934), Киев (с 1934)

### в Грузии
- Институт психологии Грузинской АН, Тбилиси

См. тж.:
- Мосархив. Путеводитель по фондам, Выпуск 3, Просвещение и народное образование & Здравоохранение, физическая культура и спорт
- Центральные архивы Москвы: путеводитель по фондам

## Основные исторические события

### 1920-е гг.
1920
- 24 июня-2 июля — I Всероссийский съезд деятелей по борьбе с детской дефективностью, беспризорностью и преступностью

1923
- 10-15 января — I-й Всероссийский съезд по психоневрологии, впервые прозвучала программа построения марксистской психологии (Корнилов)
- ноябрь — Г. И. Челпанов уволен с поста директора Психологического института; на его место назначен К. Н. Корнилов

1924
- 3-10 января — II-й Всероссийский съезд по психоневрологии, Петроград; доклад Выготского, переезд из Гомеля в Москву
- 26 ноября-1 декабря — Второй съезд социально-правовой охраны несовершеннолетних (СПОН)

1925
- 11-19 января — I-й Всероссийский учительский съезд
- защита диссертации Выготского Психология искусства
- первая и единственная заграничная поездка Выготского: командирован в Лондон на дефектологическую конференцию; по дороге в Англию проехал Германию, Францию, где встречался с местными психологами

1926
- Выготский госпитализирован с туберкулёзом, в больнице пишет заметки, вполедствии опубликованные под названием Исторический смысл психологического кризиса, ставшие манифестом культурно-исторической психологии

1927
- апрель — Всесоюзная педологическая конференция
- июнь — 1-я Всесоюзная конференция по психофизиологии и профподбору, Москва
- 27 декабря — скоропостижная смерть В. М. Бехтерева
- 28 декабря 1927 г. — 4 января 1928 г. — Всесоюзный педологический съезд

1929
- 1-7 сентября — IX Международный психологический конгресс в Йельском университете; впервые в работе этого конгресса участвует представительная делегация от Советского Союза

### 1930-е гг.
1930
- 25 января — 1 февраля — Первый Всесоюзный съезд по изучению поведения человека («поведенческий съезд»), Ленинград
- 23-27 апреля — VI Международная конференция по психотехнике в Барселоне (от Советского Союза участвует И. Шпильрейн, также зачитан доклад Л. С. Выготского in absentia об изучении высших психологических функций в психотехнических исследованиях)
- 5-10 мая — Первый международный конгресс по психогигиене, Вашингтон (Л. М. Розенштейн, А. Б. Залкинд )
- 9 октября — доклад Выготского о психологических системах, прочитанный в клинике нервных болезней 1 МГУ: начало новой исследовательской программы

1931
- реактологическая дискуссия
- 20-25 мая — Первый Всесоюзный съезд по психотехнике и психофизиологии труда, Ленинград
- 6 июня — конец дискуссии по основным вопросам психологии в Московском Институте психологии (ГИППиП), резолюция общего собрания ячейки Государственного института психологии[2]
- 8-13 сентября — VII Международная психотехническая конференция (VII International Congress of Applied Psychology (or Psychotechnics)), Москва
- сентябрь — Выготский и Лурия поступили на заочное отделение медицинского факультета в Украинской психоневрологической академии в Харькове
- октябрь-декабрь — переезд Лурии, Лебединского, Леонтьева, Запорожца и Божович из Москвы в Харьков, основание Харьковской психологической школы

1932
- декабрь — доклад Выготского о сознании, компиляция конспектов А. Н. Леонтьева и А. В. Запорожца опубликована под именем Выготского как его доклад Проблема сознания; расхождение с группой Леонтьева в Харькове

1933
- февраль-май — Курт Левин останавливается в Москве проездом из США (через Японию), встречи с Зейгарник, Лурией, Выготским

1934
- 11 июня — Выготский умер (с 9 мая — на постельном режиме)
- 18-24 июня — Первый Всеукраинский съезд невропатологов и психиатров, Харьков

1935
- август — XV международный физиологический конгресс, Ленинград-Москва
- С. Л. Рубинштейн публикует Основы психологии

1936
- 13 февраля — умер Г. И. Челпанов
- 27 февраля — умер И. П. Павлов
- 4 июля — постановление ЦК ВКП(б) «О педологических извращениях в системе Наркомпросов»; фактический запрет педологии как научной дисциплины и начало гонений на психотехнику и психологию
- июль — Арон Борисович Залкинд умер от инфаркта на улице, возвращаясь с собрания, где было оглашено Постановление ЦК ВКП(б) «О педологических извращениях в системе Наркомпросов», Москва

1937
- 26 декабря — по обвинению в шпионаже и участии в контрреволюционной террористической организации приговорен к высшей мере наказания и в тот же день расстрелян Исаак Нафтулович Шпильрейн (реабилитирован в июне 1957 г.)

1938
- 7-9 декабря — первая научная конференция Харьковского педагогического института, первое публичное упоминание «Харьковской школы»

## Краткая история периодических изданий по психологии и смежным дисциплинам
В конце 1927-начале 1928 г. в СССР прошел Всесоюзный съезд по поведению человека в Москве, послуживший своеобразным продолжением и развитием предшествовавшим Съездам по целому комплексу научных дисциплин и областей знания и общественной практики, таким как педология, психотехника, народное образование и педагогика, дефектология, психиатрия, неврология и психоневрология, рефлексология и мн.др. Принципиальным отличием этого Съезда было то, что он изначально позиционировался как объединительный, то есть такой, который был направлен, с одной стороны, на поиск и создание общей платформы для целого комплекса наук о человеке, а сдругой стороны, прояснил бы уникальную роль и соотношение каждой из этих научных дисциплин. Съезд не решил окончатально поставленной задачи, и дискуссии о месте, роли и взаимоотношении специальных и частных наук о человеке продолжались и по его окончании. Тем не менее, одним из важнейших результатов Съезда стало основание и, с 1928, начало выхода серии специализированных периодических научных изданий в РСФСР, а именно:
- Психотехника и психофизиология труда
- Педология (журнал)
- Психология (журнал)
- Дефектология (журнал)

Первые номера этих изданий выходили под общей шапкой, но очень скоро (еще в 1928), стали позиционироваться как самостоятельные издания, не зависимые друг от друга. Это были первые массовые и центральные периодические издания по психологии и смежным дищиплинам, основанные в Советском Союзе и выходившие в Москве, и потому значение их в социализации и становлении этих дисциплин исключительно велико. И тем не менее, по не до конца понятным причинам, в 1931-32 г. были закрыты все эти издания, кроме одного. Журнал «Психотехника и психофизиология труда» поменял название на «Советская психотехника», но был также закрыт, два года спустя, в 1934. Таким образом, с 1934 г. в стране остались лишь сравнительно немногие специализированные издания, выходившие за пределами Москвы на периферии или за пределами РСФСР, но в целом психологические дисциплины остались без своего единого профильного издания вплоть до середины 1950-х годов, когда был основан и стал выходить первый послевоенный советский журнал по психологии Вопросы психологии.

## Журналы

### дореволюционные издания
- Вопросы философии и психологии, Москва, 1889-1918
- Вестник психологии, криминальной антропологии и гипноза, Санкт-Петербург, 1904-1912 
  - Вестник психологии, криминальной антропологии и педологии, Санкт-Петербург/Петроград, 1912-1919
- Философские исследования, обозрения и пр., издаваемые под ред. Проф. Челпанова Г.И. Труды Психологической семинарии при университете Св. Владимира, Киев, 1904-1908
- Вопросы теории и психологии творчества, Харьков, 1907-1923

### по теоретической и специальной психологии
- Вопросы изучения и воспитания личности (1919—1922; 1926—1932), Ленинград — Москва
- Вопросы социальной психоневрологии (1929—1930), Ростов-на-Дону
- Клинический архив гениальности и одаренности (1930), Свердловск
  - то же издание, с 1925 по 1929 — Клинический архив гениальности и одаренности (эвропатологии), посвященный вопросам патологии гениально-одаренной личности, а также вопросам патологии творчества

### по прикладной психологии
- Вопросы дефектологии (1928—1931), Ленинград
- Психотехника и психофизиология труда (1928-32), Москва
  - то же издание, с 1932 по 1934 — Советская психотехника
- Педология (Журнал Сектора науки Наркомпроса РСФСР, М., 1928—32)
- Вопросы психофизиологии, рефлексологии и гигиены труда (ТНКТ, Казанский институт научной организации труда, НКП, Петроградский институт по изучению мозга и психической деятельности, Государственная лаборатория труда; Казань: Издательство Татгосиздата, 1923—1928)
- Труды Харьковского института труда (1921 - 1930), Харьков

### по психоневрологии, психогигиене и психиатрии
- Журнал невропатологии и психиатрии имени С. С. Корсакова (1901—1917), Москва — Ленинград
  - то же издание, 1922—1924: Журнал психологии, неврологии и психиатрии, Москва
  - то же издание, 1925—1931: Журнал невропатологии и психиатрии имени С. С. Корсакова
  - то же издание, 1932—1935: Советская невропатология, психиатрия и психогигиена (под таким названием выходил вплоть то т. iv, вып. 8 за 1935 г)
  - то же издание, 1935—1936: Невропатология, психиатрия, психогигиена (под таким названием выходил начиная с т. iv, вып. 9-10 за 1935 г. и вплоть то самого конца 1936 г.)
  - то же издание, 1937—1951: Невропатология и психиатрия
  - то же издание, 1952—1993: Журнал невропатологии и психиатрии имени С.С. Корсакова
  - то же издание, с 1993: Журнал неврологии и психиатрии им. С.С.Корсакова
- Обозрение психиатрии, неврологии и рефлексологии имени В. М. Бехтерева (1926—1930), Ленинград; в январе 1931 г. слился (т.е. был поглощен) и полностью вошел в состав издания Журнал невропатологии и психиатрии имени С. С. Корсакова (см. выше)
  - ср., Обозрение психиатрии, неврологии и экспериментальной психологии. Ежемесячный журнал, посвященный неврологии, невропатологии, психиатрии, электротерапии, хирургии нервной системы, гипнотизму, психологии и уголовной антропологии (1896—1918), Петроград
- Психогигиену в массы (1933—1934), Харьков
- Психоневрологический вестник (1917), Москва
- Психоневрологический журнал (1925), Омск
- Советская психоневрология (1931—1941), Киев — Харьков
  - то же издание, 1925—1931: — Современная психоневрология

### по педагогике и психологии образования и обучения
- Советская педагогика, основан в 1937, Москва

### по философии и общим вопросам естествознания
- Под знаменем марксизма (1922—1944), Москва
- Естествознание и марксизм (1929—1930), Москва
  - то же издание — За марксистско-ленинское естествознание (1931—1933), Москва

### за пределами СССР
- Psychologische Forschung (с 1922)

## Важнейшие публикации этого периода
- Басов, М. Я. Общие основы педологии, М., 1928 (1 изд.), 1931 (2 изд., испр.)
- Выготский, Л. С. и Лурия, А. Р. Этюды по истории поведения: Обезьяна. Примитив. Ребенок (1930)
- Рубинштейн, С. Л. Основы психологии. Москва: ГИЗ, 1935
- Рубинштейн, С. Л. [yanko.lib.ru/books/psycho/rubinshteyn=osnovu_obzhey_psc.pdf Основы общей психологии]. Москва: ГИЗ, 1940 (Сталинская премия за 1942 г.)

## Тематическая библиография

### научные дисциплины, общие работы
- Ясницкий, А. (2015). Дисциплинарное становление русской психологии первой половины XX века // Науки о человеке: история дисциплин / Под общ. ред.: А. Н. Дмитриев, И. М. Савельева. М.: Издательский дом НИУ ВШЭ, 2015.
- Krementsov, N. Stalinist Science. Princeton, NJ: Princeton University Press , 1997
- Кременцов Н. Л. Принцип конкурентного исключения // На переломе: советская биология в 20-х — 30-х гг. Вып. 1 / Ред. Колчинский Э. И. СПб.: СПбФ ИИЕТ РАН, 1997. С. 107—164
- Россиянов, К. О. Сталин как редактор Лысенко (недоступная ссылка). К предыстории августовской (1948 г.) сессии ВАСХНИЛ // Вопросы философии, 1993, 2, 56-69
- Сорокина, М. Ю. Русская научная элита и советский тоталитаризм (очень субъективные заметки) // Личность и власть в истории России XIX—XX вв. Материалы научной конференции. СПб.: Нестор, 1997. С. 248—254
- Кожевников А. Первая мировая война, Гражданская война и изобретение «большой науки» (idem)// Власть и наука, ученые и власть: 1880-е — начало 1920-х годов. СПб., 2003. С.87-111

### предыстория
- Будилова Е. А. & Кольцова В. А. 100-летие первой русской экспериментальной психологической лаборатории \\ Вопросы психологии, 1985’6 с.96
- Акименко, М. А. & Деккер, Н. (2006). В. М. Бехтерев и медицинские школы Лейпцигского университета
- Журавель В. А. Роль А. Ф. Лазурского в создании отечественной медицинской психологии Архивная копия от 16 апреля 2011 на Wayback Machine // Журнал невропатологии и психиатрии им. С. С. Корсакова. Т. 77, 1977, вып. 6
- Радзиховский Л. А. (1982). Г. И. Челпанов — организатор Психологического института

### Челпанов и «идеалистическая» психология
- Богданчиков, С. А. Почему был уволен Челпанов? (Историография одного факта).
- Эткинд А. М. Общественная атмосфера и индивидуальный путь ученого: опыт прикладной психологии 20-х годов // Вопросы психологии, – 1990. – №5, С. 13-22.

### «Философский фронт»
- Иегошуа Яхот (1981). Подавление философии в СССР (20-е — 30-е годы) (idem)
- Шляпугина Р. Я. (2004). Политическая составляющая философских дискуссий 20-30-х годов
- Дмитриев А. (2007). «Академический марксизм» 1920—1930-х годов: западный контекст и советские обстоятельства // «НЛО» 2007, № 88
- Мареев С. Н. (2008). Э. В. Ильенков и советская философия (Доклад на Х Ильенковских чтениях 24-25 апреля 2008 г.) (часть 1, часть 2, часть 3)
- Мареев С. Н. Из истории советской философии: Лукач — Выготский — Ильенков (idem)

### физиологияипсихофизиология
- Ярошевский М. Г. Несколько штрихов к портрету С. В. Кравкова \\ Вопросы психологии, 1993’5 с.94
- Ярошевский М. Г. Сталинизм и судьбы советской науки \\ Репрессированная наука. Л.: Наука, 1991 с.6-33

### реактология
- Кондаков И. М. Константин Николаевич Корнилов: талантливый организатор науки // Выдающиеся психологи Москвы. Под ред. В. В. Рубцова, М. Г. Ярошевского. М.: ПИ РАО, МОПК, 1997
- Умрихин, В. В. «Начало конца» поведенческой психологии в СССР // Репрессированная наука, Л.: Наука, 1991, с.136-145.
- Сироткина И. Е. От реакции к живому движению: Н. А. Бернштейн в Психологическом институте двадцатых годов // Вопросы психологии, 94’4, с.16

### психоанализ
- Овчаренко В. И. Вехи жизни Сабины Шпильрейн
- Овчаренко В. И. Первое столетие Российского психоанализа
- Белкин А. И., Литвинов А. В. К истории психоанализа в Советской России (недоступная ссылка) / Российский психоаналитический вестник, 1992, 2, с.24-32
- Петрюк, П. Т., Бондаренко, Л. И., Петрюк, А. П. Вклад профессора Ивана Дмитриевича Ермакова в развитие психиатрии и психоанализа (к 130-летию со дня рождения)
- Эткинд, А. (1994). Эрос невозможного. История психоанализа в России
- Рождественский (2009). Психоанализ в российской культуре
- Государственный психоаналитический институт
- хроники Русского психоаналитического общества (РПСАО), 1923—1930 (по материалам Internationale Zeitschrift für Psychoanalyse, X—XVI)
- Вера Шмидт

### педология
- Баранов В. Ф. Педологическая служба в советской школе в 20 - 30-х гг. // Вопр. психол. 1991. № 4. С. 100 - 112
- Петровский, А. В. Запрет на комплексное исследование детства // Репрессированная наука, Л.: Наука, 1991, с.126-135
- Шварцман П. Я., Кузнецова И. В. Педология // Репрессированная наука / Под ред. М.Г . Ярошевского. Вып. II. Л.: Наука, 1994. С. 121—139
- Гущина, М.Н. (2009). Деятельность Народного комиссариата просвещения РСФСР в 1936 - июне 1941 гг. (недоступная ссылка). Автореферат диссертации

### психотехника
- Носкова, О.Г. (1998). История психологии труда в России, 1917-1957 гг.
- Коган, В. М., Селецкая, Л. И. (1996). Воспоминания о первой лаборатории психологии труда (к 100-летию со дня рождения С. Г. Геллерштейна)
- Курек, Н. (1999). Разрушение психотехники
- Тольц & Эдельман (2006). 1936: конец советской психотехники
- Мунипов В. М. Основатель психотехники Г. Мюнстерберг — предтеча Л. С. Выготского в методологии психологического познания. Культурно-историческая психология (№ 2/2005)
- Мунипов В. М. И. Н. Шпильрейн, Л. С. Выготский и С. Г. Геллерштейн — создатели научной школы психотехники в СССР pdf. Культурно-историческая психология (№ 4/2006)
- Носкова, О. Г. (2006). Московская школа индустриальной психотехники (к 115-летию И. Н. Шпильрейна и 110-летию С. Г. Геллерштейна) (недоступная ссылка)

### психогигиена
- Ясницкий, А. Изоляционизм советской психологии? Интеллектуальная история как миграция, трансформация и циркуляция идей  // Вопросы психологии. — 2012. — N 2. — С. 66-79
- Сироткина, И. Е. Психопатология и политика: становление идей и практики психогигиены в России // Вопросы истории естествознания и техники (ВИЕТ). 2000. №1. СС. 154-177
- Мешалкина, Н. Б. (1999). История разработки проблем психогигиены в России. Дисс. канд. психол. наук
- Савенко, Ю. С. (2004). Лев Маркович Розенштейн (1884—1934)
- Rosenstein, L. M. (1930/1932). The development of mental hygiene in the Soviet Union as a public-health measure. In F. E. Williams (Ed.), Proceedings of the First International Congress on mental hygiene (Vol. 1, pp. 145–148). New York: International Committee for Mental Hygiene.
- Salkind, A. B. (1930/1932). The fundamentals and the practice of mental hygiene in adolescence and youth in Soviet Russia. In F. E. Williams (Ed.), Proceedings of the First International Congress on mental hygiene (Vol. 1, pp. 148–150). New York: International Committee for Mental Hygiene
- Zacharoff, L. (1931, July). «Mental Hygiene in Soviet Industry». Mental Hygiene, 15, 522-26

### психотерапия
- Haber, M. (in press, 2013). Concealing Labor Pain — the Evil Eye and the Psychoprophylactic Method of Painless Childbirth in Soviet Russia (недоступная ссылка) // Kritika: Explorations in Russian and Eurasian History
- Александровский, Ю. А. (2011). Страницы истории Российского общества психиатров (съезды, национальные конгрессы и конференции) pdf (недоступная ссылка)
- Гайдамакина, Е. В. (2011). Развитие психотерапии в России: по материалам медицинских, психиатрических и психотерапевтических съездов (автореферат (недоступная ссылка), idem Архивная копия от 10 апреля 2017 на Wayback Machine)
- Платонов, К. И. (1962). Слово как физиологический и лечебный фактор. 3-е изд. (idem (недоступная ссылка))
- Кафедра психотерапии ХМАПО. История кафедры

### психогенетика
- Бабков, В. В. Медицинская генетика в СССР. Памяти Соломона Григорьевича Левита
- Левина Е. С. Наука под прессингом системы: история несостоявшегося в Москве Международного генетического конгресса (1935—1938 гг.) // ИИЕТ РАН. Годичная научная конференция 1998. М.: ИИЕТ РАН, 1999, с.196-201.

### дефектология
- Замский Х. С. История олигофренопедагогики. — 2 изд. — М.: Просвещение, 1980. — 398 с.
- Вехи истории. Прошлое в лицах Архивная копия от 13 мая 2010 на Wayback Machine © 2004 Институт Коррекционной Педагогики РАО

### кинематографияисемиотика
- Булгакова О. Теория как утопический проект

### выготсковедение
- Yasnitsky, A. (2012). Revisionist Revolution in Vygotskian Science: Toward Cultural-Historical Gestalt Psychology. Guest Editor’s Introduction. Journal of Russian and East European Psychology, 50(4), 3-15.
- Леонтьев, А. Н. Проблема деятельности в истории советской психологии , Вопросы психологии, 1986, N 4
- Эткинд А. М. (1993) Еще о Л. С. Выготском: Забытые тексты и ненайденные контексты. Вопросы психологии, № 4, с. 37-55
  - Ярошевский М. Г. Л. С. Выготский — жертва «оптического обмана» \\ Вопросы психологии, 1993’4 с.55
- Завершнева, Е. «Путь к свободе» (К публикации материалов из семейного архива Л. С. Выготского)
- Выготский, Л. С. Записная книжка. Октябрь 1932 года (idem) (подгот. текста и коммент. Е. Завершневой, публ. Г. Л. Выгодской)
- Yasnitsky, A. (2010). Guest editor’s introduction: «Archival revolution» in Vygotskian studies? Uncovering Vygotsky’s archives. Journal of Russian & East European Psychology, Vol 48(1), Jan-Feb 2010, 3-13. doi: 10.2753/RPO1061-0405480100
- van der Veer, R. & Yasnitsky, A. (2011). Vygotsky in English: What Still Needs to Be Done (недоступная ссылка). Integrative Psychological and Behavioral Science html (недоступная ссылка), pdf (недоступная ссылка)
- Yasnitsky, A. (2009). Vygotsky Circle during the Decade of 1931—1941: Toward an Integrative Science of Mind, Brain, and Education pdf (Ph.D. dissertation, University of Toronto)
- Yasnitsky, A. (2011). Vygotsky Circle as a Personal Network of Scholars: Restoring Connections Between People and Ideas (недоступная ссылка) (idem Архивная копия от 1 октября 2015 на Wayback Machine). Integrative Psychological and Behavioral Science, DOI: 10.1007/s12124-011-9168-5 pdf
- Ясницкий, А. «Когда б вы знали, из какого сора…»: К определению состава и хронологии создания основных работ Выготского. Психологический журнал Международного университета природы, общества и человека «Дубна», 2011, 4
  - Yasnitsky, A. (2011). The Vygotsky That We (Do Not) Know: Vygotsky’s Main Works and the Chronology of their Composition. PsyAnima, Dubna Psychological Journal, 4(4)

### советская психология и международная наука
- Ясницкий, А. К истории культурно-исторической гештальтпсихологии: Выготский, Лурия, Коффка, Левин и др.// Психологический журнал Международного университета природы, общества и человека «Дубна». — 2012. — N 1. — С. 60-97
  - Yasnitsky, A. (2012). A History of Cultural-Historical Gestalt Psychology: Vygotsky, Luria, Koffka, Lewin, and others. PsyAnima, Dubna Psychological Journal, 5(1), 98-101.
- Ясницкий, А. Реконструкция поездки А. Р. Лурии на IX международный психологический конгресс // Вопросы психологии. — 2012. — № 4. — С. 86-93
- ван дер Веер Р., Завершнева Е. Ю. «To Moscow with love»: Реконструкция поездки Л.C. Выготского в Лондон // Вопросы психологии. 2012. № 3. C. 89-105
- Ясницкий, А. Изоляционизм советской психологии? Интеллектуальная история как миграция, трансформация и циркуляция идей  // Вопросы психологии. — 2012. — N 2. — С. 66-79.
- Ясницкий, А. Изоляционизм советской психологии? Неформальные личные связи ученых, международные посредники и «импорт» психологии // Вопросы психологии. — 2012. — N 1. — С. 100—112.
- Ясницкий, А. Изоляционизм советской психологии? Ученые, «импорт-экспорт» в науке и власть // Вопросы психологии. — 2011. — N 6. — С. 108—121.
- van der Veer, R. & Zavershneva, E. (2011). To Moscow with Love: Partial Reconstruction of Vygotsky’s Trip to London (недоступная ссылка). Integrative Psychological and Behavioral Science html (недоступная ссылка), pdf (недоступная ссылка)
- Ясницкий, А. Об изоляционизме советской психологии: научные публикации 1920—1930-х гг. // Вопросы психологии. — 2011 — N 1. — С. 124—136.
- Ясницкий, А. Об изоляционизме советской психологии: зарубежные конференции 1920—1930-х гг. // Вопросы психологии. — 2010. — N 3. — С. 101—112
- Александров, Д. А. (1996). Почему советские ученые перестали печататься за рубежом: становление самодостаточности и изолированности отечественной науки, 1914—1940 // Вопросы истории естествознания и техники, 1996
- Ярошевский М. Г. В школе Курта Левина (Из бесед с Б. В. Зейгарник) // Вопросы психологии, 1988’3 с.172
- Менделевич Д. М. В. М. Бехтерев в клиниках Западной Европы (в 1884—1885 годах) и в Казани // Медицинская психология в России. 2010. N 1.

### советская психология в годы войны
- Зейгарник Б.В., Рубинштейн С.Я. Вклад А.Р.Лурия в патопсихологию в годы Великой Отечественной войны // А.Р.Лурия и современная психология (под ред. Зейгарник Б.В., Хомской Е.Д., Цветковой Л.С.). М: Изд-во МГУ.- 1982.
- Барабанщиков А. В. Советская психология в годы Великой Отечественной войны.— Вопросы психологии, 1985, № 2. С. 12—22.
- Вклад советских психологов в оборону Родины.— Вопросы психологии, 1985, № 2. С. 5—11.
- Дьяченко М. И. Советская психологическая наука на службе обороны Родины.— Вопросы психологии, 1985, № 3
- Олейник Ю.Н. Кольцова В.А. Развитие советской психологии в годы Великой Отечественной войны (1941-1945 гг.)
- Кольцова В.А., Олейник Ю.Н. Советская психологическая наука в годы Великой Отечественной войны (1941-1945). (оглавление) - М.: Московский гуманитарный университет, Институт психологии РАН. 2006